# Rhypotoses triceratops
Rhypotoses triceratops är en fjärilsart som beskrevs av Holloway 1999. Rhypotoses triceratops ingår i släktet Rhypotoses och familjen tofsspinnare. Inga underarter finns listade.